# Bakerolimon plumosa
Bakerolimon es un género monotípico perteneciente a la familia  Plumbaginaceae. Su única especie, Bakerolimon plumosa, es originaria de Chile.
En GRIN es considerada un probable sinónimo del género Limonium Mill.

## Taxonomía
Bakerolimon plumosa fue descrita por (Phil.) Lincz.  y publicado en Novosti Sistematiki Vysshchikh Rastenii 1968: 175. 1968.
Sinonimia
- Statice plumosa Phil.